# Wierzbowo (wieś w województwie mazowieckim)
Wierzbowo – wieś sołecka w Polsce, położona w województwie mazowieckim, w powiecie ciechanowskim, w gminie Opinogóra Górna.
Wieś szlachecka położona była w drugiej połowie XVI wieku w powiecie ciechanowskim ziemi ciechanowskiej. W latach 1975–1998 miejscowość należała administracyjnie do województwa ciechanowskiego.